# Raccontami
Raccontami es una serie de televisión italiana retransmitida en Rai 1 de 2006 a 2008. Narra las experiencias de una familia de clase media, los Ferrucci, entre 1960 y 1966, en los años de bonanza del llamado milagro económico italiano. Se trata de una adaptación de la serie española Cuéntame cómo pasó, de TVE.
La serie, con una «aproximación nostálgica» a la época en que está ambientada, incorpora en su narrativa algunos sucesos de la década de 1960 en el país. Está protagonizada por los actores Massimo Ghini y Lunetta Savino.
A pesar de haberse acordado la grabación de una tercera temporada, terminó siendo cancelada tras el fin de la segunda, que había presentado unos peores resultados de audiencia que la anterior.

## Reparto
- Massimo Ghini[8]
- Lunetta Savino[8]
- Max Giusti[8]
- Marco Marzocca[8]
- Ivano Marescotti[8]
- Edoardo Natoli[8]
- Carlotta Tesconi[8]
- Fabio Ghidoni[9]
- Paolo Sassanelli[9]
- Mariolina De Feo[9]
- Giorgia Cardacci[9]